# GOOD BYE APRIL
GOOD BYE APRIL（グッバイエイプリル）は、2011年に活動を開始した日本の4人組のバンド。
EMIミュージック・ジャパンの新人発掘セクションであるGreat Huntingで育成を受け、2014年にメジャーデビューが決まったもののレコード会社の買収により白紙となる。その後はインディーズとしてディスクユニオンなどで活動していたが、2023年4月、林哲司がプロデュースした楽曲「BRAND NEW MEMORY」で日本クラウンのPANAMレーベルからメジャーデビューした。
バンド名の由来は、メンバーや当時のスタッフで好きな単語を持ち寄った中に“GOOD BYE”と“APRIL”があり、「それぞれの第2歩」「別れと出会い」という意味を込めたものだという。

## 来歴

### 結成からメジャーデビューまで
2010年10月頃、倉品翔が所属していたバンドが解散したことから、倉品が音楽プロデューサーの加茂啓太郎に相談したところ、同じくバンドを解散したばかりのベースの延本文音を紹介される。ドラマーのつのけんもセッションを通じて参加し、しばらくは3人で活動していたが、半年ほど経った2011年6月にギタリストの吉田卓史が加入した。
2011年から都内のライヴ・ハウスを中心に活動を展開し、5月にファーストミニアルバム『Chapter2』を発表した。2012年8月には初の全国流通版となるミニアルバム『夢みるモンシロ』、2013年7月には上田健司のプロデュースによるミニアルバム『もうひとりの私』をリリースした。
2014年にメジャーデビューが決まったものの、レコード会社の買収により白紙となる。
2016年3月、ファーストフルアルバム『ニューフォークロア』をリリースする。同年、JFN系列のラジオ番組「OH! HAPPY MORNING」へ楽曲が起用される。
2017年6月、渋谷のMt.RAINIER HALL SHIBUYA PLEASURE PLEASUREにて初のホールワンマンを開催、12月の2DAYSワンマンライブ「サーカスからの脱走」は大盛況をおさめた。
2018年には演劇集団キャラメルボックスの舞台『エンジェルボール』の音楽を担当した。2018年にクラウドファンディングを成功させて制作された2ndフルアルバム『他人旅行』をリリースした。
2020年にリリースした3rdフルアルバム『Xanadu』が、栗本斉の著書『「シティポップの基本」がこの100枚でわかる!』（星海社新書、2022年、ISBN 978-4065270868）で取り上げられた。
2022年1月には4作目のフルアルバム『swing in the dark』をリリースした。

### メジャーデビュー
2023年1月、春のメジャーデビューが決定し4月にデビュー記念のワンマン・ライブが開催されることが発表された。3月、所属レーベルとメジャーデビューシングルが発表された。
4月5日、林哲司のプロデュースによる楽曲「BRAND NEW MEMORY」で日本クラウンのPANAMレーベルからメジャーデビューした。PANAMからの新人のデビューは約8年ぶりになるという。同曲は『プレバト!!』（TBS系）4・5月度エンディングテーマに決定した。
7月には、10月にEPOとのコラボライブが開催されることが発表された。10月にはメジャー第2弾シングルとなる「サイレンスで踊りたい」をリリース。
11月18日にはツーマンツアー「GOOD BYE APRIL 2MAN TOUR“What a Harmony”Vol.3」が開催されキンモクセイとの初共演を果たした。
12月6日には第3弾シングル「夜明けの列車に飛び乗って」をリリース、同日に30年以上前に放送された某有名鉄道コマーシャルをオマージュしたミュージックビデオも公開された。
2024年4月には初の海外ツアーとなる日韓ツアーを開始。
5月にはヒグチアイを迎え「ニュアンスで伝えて feat. ヒグチアイ」をリリース、7月には土岐麻子を迎え「ふたりのBGM feat. 土岐麻子」をリリースした。
9月には土岐麻子、ヒグチアイを迎えた初のBillboard Liveツアーを横浜・大阪で開催。
2024年8月、11月13日にメジャー1stアルバム『HEARTDUST』をリリースすることを発表した。ジャケットイラストは木内達朗が担当した。同アルバムに収録される林哲司プロデュースの新曲「Love Letter」が、BSテレ東 真夜中ドラマ『バツコイ』のエンディングテーマに決定した。12月2日放送のテレビ東京「プレミアMelodiX!」、12月26日放送のNHK BS「JOYNT POPS」に出演した。

## メンバー
倉品翔（くらしな しょう）
ボーカル、ギター、キーボード。8月3日生まれ、長野県佐久市出身。高校生の時、中学校時代に組んだバンドでTEENS ROCK IN HITACHINAKAに出場し優勝、ROCK IN JAPAN FESTIVALに出場する。大学進学を機に上京し、20歳のときにGOOD BYE APRILを結成、大学を中退して音楽活動に専念する。fmさくだいらでレギュラーラジオ番組「GOOD BYE APRIL 倉品翔のREMEMBERS」を担当。
吉田卓史（よしだ たかし）
ギター。1月18日生まれ、大阪府南河内郡太子町出身。高校入学前後に初心者向けのギターを購入して弾きはじめ、その後、アルバイトとお年玉でテレキャスターを購入した。
延本文音（えんもと あやね）
ベース。6月2日生まれ。大阪府堺市出身。子供の頃は画家になりたいと思っていたが中学生の頃に向いていないと思うようになり、高校生のときにバンド活動を開始する。GOOD BYE APRIL以前は大阪でガールズバンドを組んでいた。
つのけん
ドラムス。2月9日生まれ。神奈川県川崎市出身。通っていた専門学校のスタッフから紹介され、セッションして参加した。

## ディスコグラフィ

### シングル
| リリース日     | タイトル                                        | 規格品番   | 備考 |
| -------------- | ----------------------------------------------- | ---------- | --- |
| 2011年3月      | Chapter2                                        |            | |
| 2011年11月     | age e.p.                                        |            | |
| 2014年10月1日  | アイム・イン・ユー                              |            | タワーレコード限定EP |
| 2018年7月6日   | 運命線                                          |            | CD |
| 2020年8月29日  | リップのせいにして / 木綿のハンカチーフ         | DBEP7      | 7インチシングルレコード |
| 2020年11月4日  | 木綿のハンカチーフ                              |            | 上記7インチシングルよりデジタル配信リリース。                                                                                                |
| 2021年6月30日  | spring kiss [Remix(Inst.)]                      |            | |
| 2021年8月28日  | セーラー服と機関銃 / feel my hush               | DBEP16     | 7インチシングルレコード |
| 2022年5月20日  | spring kiss (English ver.)                      |            | |
| 2022年6月22日  | feel my hush (English ver.)                     |            | |
| 2022年9月7日   | YES                                             |            | |
| 2023年4月5日   | BRAND NEW MEMORY                                |            | |
| 2023年5月24日  | TRANSIT IN SUMMER                               |            | |
| 2023年5月24日  | BRAND NEW MEMORY / TRANSIT IN SUMMER            | DBEP26     | 7インチシングルレコード |
| 2023年9月15日  | missing summer (Hugh Keice Remix – Korean Ver.) |            | |
| 2023年10月4日  | サイレンスで踊りたい                            |            | |
| 2023年12月6日  | 夜明けの列車に飛び乗って                        |            | |
| 2024年5月1日   | ニュアンスで伝えて feat. ヒグチアイ             |            | |
| 2024年5月7日   | ピンク・シャドウ                                |            | ブレッド&バターのカバー。 |
| 2024年5月22日  | Highway Coconuts                                |            | |
| 2024年7月10日  | ふたりのBGM feat. 土岐麻子                      |            | |
| 2024年7月31日  | Highway Coconuts                                | IMWVR-1039 | 7インチシングルレコード |
| 2024年10月23日 | Love Letter                                     |            | |
| 2025年6月11日  | Velvet Motel                                    |            | 大滝詠一のカバー。8cmシングル『Velvet Motel / ピンク・シャドウ』からの先行配信曲。                                                           |
| 2025年7月2日   | リ・メイク                                      |            | |
| 2025年7月7日   | Velvet Motel / ピンク・シャドウ                 | DBTU-32    | 2025年7月7日にタワーレコードなどの CDショップで開催されたキャンペーンイベント 『短冊CDの日2025』の対象商品として発売された 8cmシングルCD盤。 |

### 映像作品（DVD）
| 発売日       | タイトル                                    | 規格品番 | 備考     |
| ------------ | ------------------------------------------- | -------- | -------- |
| 2022年7月6日 | anytime, anywhere 2021.11.19 at Shibuya WWW | DBDV21   | LIVE DVD |

### 参加作品
| 発売日        | タイトル                                                        | 規格品番                                  | 収録曲                                     | 備考                                                       |
| ------------- | --------------------------------------------------------------- | ----------------------------------------- | ------------------------------------------ | ---------------------------------------------------------- |
| 2023年11月8日 | 50th Anniversary Special A Tribute of Hayashi Tetsuji –Saudade– | VPCC-86470（CD+DVD） VPCC-86471（12cmCD） | 「SUMMER SUSPICION」                       | 杉山清貴&オメガトライブのカバー。                          |
| 2025年4月23日 | 林哲司『Yesterday Alone』                                       | VPCC-87160                                | 「星空 (feat. GOOD BYE APRIL)」            |                                                            |
| 2025年5月28日 | はらかなこ「鱗粉（Butterfly Scales）feat. 土岐麻子」            | デジタル配信                              | 「鱗粉（Butterfly Scales）feat. 土岐麻子」 | 倉品が作詞を担当し、GOOD BYE APRILが演奏とコーラスで参加。 |

## ミュージックビデオ
| 公開日         | 曲名                                | 監督（演出）   | 備考                     |
| -------------- | ----------------------------------- | -------------- | ------------------------ |
| 2013年6月12日  | パレードが呼んでる                  | 勝見拓矢       |                          |
| 2014年8月29日  | 深海プラットフォーム                |                | リリックビデオ           |
| 2014年9月25日  | さよならのいきもの                  | 坂本悠花里     | 出演：田口司、金子理江   |
| 2014年11月11日 | 50歳のロングヘアー                  |                | リリックビデオ           |
| 2016年2月29日  | 君がいなきゃ                        | 小嶋貴之       |                          |
| 2016年3月29日  | キレイ                              |                |                          |
| 2016年10月1日  | 宇宙行進                            | Cosmo Inoue    |                          |
| 2017年5月10日  | 明日はきっと少しだけ                | MANA INOUE     |                          |
| 2018年11月8日  | リップのせいにして                  | イノウエマナ   | 出演：チバユカ、柳澤宜典 |
| 2019年10月8日  | まぼろし                            | イノウエマナ   |                          |
| 2020年11月25日 | 恋がはじまる                        | Shin Ishihara  | 出演：チバユカ、上利青   |
| 2020年12月25日 | Xanadu                              | 橋本頼         |                          |
| 2021年8月31日  | missing summer                      | 仁宮裕         |                          |
| 2023年4月5日   | BRAND NEW MEMORY                    | 川田勝一       | 出演：千﨑沙耶、倉品翔   |
| 2023年10月4日  | サイレンスで踊りたい                | Yuki Sato      | 出演：阪田マリン         |
| 2023年12月6日  | 夜明けの列車に飛び乗って            | 吉田ハレラマ   | 出演：アマイワナ         |
| 2024年5月1日   | ニュアンスで伝えて feat. ヒグチアイ | Keita Senoh    | 出演：関根優那           |
| 2024年7月10日  | ふたりのBGM feat. 土岐麻子          | T. Matsukubo   | 出演：十束おとは         |
| 2024年11月7日  | Love Letter                         |                | 出演：森田想             |
| 2024年11月13日 | CITY ROMANCE                        | ベルナルド慎哉 | 出演：イトウハルヒ       |
| 2025年4月5日   | ポートレイト・ラヴソング            | SATO Shinya    | 出演：寺嶋由芙           |
| 2025年7月2日   | リ・メイク                          | 川田勝一       | 出演：渡部秀、朝川玉望   |

## タイアップ一覧
| 使用年 | 曲名                                | タイアップ                                                                                         |
| ------ | ----------------------------------- | -------------------------------------------------------------------------------------------------- |
| 2023年 | BRAND NEW MEMORY                    | TBS系『プレバト!!』4・5月度エンディングテーマ                                                      |
| 2023年 | BRAND NEW MEMORY                    | 「ABEMA Prime」11月エンディングテーマ                                                              |
| 2023年 | サイレンスで踊りたい                | テレ玉『いろはに千鳥』11月21日〜12月エンディングテーマ                                             |
| 2023年 | サイレンスで踊りたい                | BSよしもと『囲碁将棋・ダイタクの「こんなん見るやついねぇって！～言うな～」』11月エンディングテーマ |
| 2023年 | 夜明けの列車に飛び乗って            | 読売テレビ『にけつッ!!』12月〜1月エンディングテーマ                                                |
| 2024年 | ニュアンスで伝えて feat. ヒグチアイ | 読売テレビ『川島・山内のマンガ沼』5・6月エンディングテーマ                                         |
| 2024年 | ふたりのBGM feat. 土岐麻子          | BSよしもと『Y-Tube大賞』7月度エンディングテーマ                                                    |
| 2024年 | CITY ROMANCE                        | フジテレビ系『ジャンクSPORTS』10月～12月エンディングテーマ                                         |
| 2024年 | Love Letter                         | BSテレ東 真夜中ドラマ『バツコイ』エンディングテーマ                                                |

## ライブ
| 日程                        | タイトル                                                                         | 場所                                                                                                 | 備考 |
| --------------------------- | -------------------------------------------------------------------------------- | --- | --- |
| 2015年9月20日               | うたのすみか                                                                     | 東京・下北沢GARAGE                                                                                   | ゲスト：寺嶋由芙 |
| 2015年11月25日              | ヒグチアイ×GOOD BYE APRILツーマンライブ 夜聴クラブ                               | 渋谷スターラウンジ                                                                                   | 共演：ヒグチアイ |
| 2016年4月10日               | GOOD BYE APRILワンマンライブ「ニューフォークロア」                               | 東京都 WWW                                                                                           | |
| 2017年6月11日               | GOOD BYE APRIL one-man live「夜明けの汽車に飛び乗って」                          | 東京都 Mt.RAINIER HALL SHIBUYA PLEASURE PLEASURE                                                     | |
| 2017年12月1日、3日          | - サーカスからの脱走～銀の熱狂～ - サーカスからの脱走～金の喝采～                | - 2017年12月1日 下北沢GARAGE - 2017年12月3日 品川クラブeX                                            | |
| 2019年2月24日               | GOOD BYE APRIL one-man live「他人旅行」                                          | 東京都 東京キネマ倶楽部                                                                              | |
| 2019年10月26日              | GOOD BYE APRIL one-man live 「I MISS YOU」                                       | 渋谷duo MUSIC EXCHANGE                                                                               | |
| 2021年11月19日              | anytime, anywhere                                                                | 渋谷WWW                                                                                              | |
| 2022年4月14日               | GOOD BYE APRIL『swing in the dark』 Release Special Live                         | COTTON CLUB                                                                                          | ゲスト：藤田淳之介（TRI4TH）                                                                                                  |
| 2023年4月7日                | GOOD BYE APRIL「メジャーデビュー記念ワンマンライブ "Feel So Brand New"」         | 渋谷duo MUSIC EXCHANGE                                                                               | |
| 2023年8月4日                | GOOD BYE APRIL 2MAN TOUR "What a Harmony" Vol.1                                  | 東京・渋谷 Spotify O-nest                                                                            | 共演：SOMETIME'S |
| 2023年9月8日                | GOOD BYE APRIL 2MAN TOUR "What a Harmony" Vol.2                                  | 神戸VARIT.                                                                                           | 共演：The Songbards |
| 2023年10月21日              | Autumn Conjunction 2023 EPO with GOOD BYE APRIL                                  | 六本木CLAPS                                                                                          | 共演：EPO |
| 2023年11月18日              | GOOD BYE APRIL 2MAN TOUR "What a Harmony" Vol.3                                  | 東京・SHIBUYA PLEASURE PLEASURE                                                                      | 共演：キンモクセイ |
| 2023年12月9日               | Christmas Special Acoustic Live 2023                                             | 王子Music Lounge                                                                                     | |
| 2024年1月8日                | GOOD BYE APRIL ONE MAN LIVE【What a Harmony EXTRA FINAL】                        | 東京都 新宿LOFT                                                                                      | |
| 2024年4月12日、5月25日      | "GOOD BYE APRIL- Major Debut 1st Anniversary -日韓TOUR with ultramodernista"     | - 2024年4月12日 韓国 ソウル SENGGI STUDIO - 2024年5月25日 東京 新代田FEVER                           | 共演：ultramodernista |
| 2024年7月7日、8日           | GOOD BYE APRIL Major Debut 1st Anniversary 名阪One-Man Tour “Milky Highway”      | - 2024年7月7日 名古屋 ell.SIZE - 2024年7月8日 大阪 CONPASS                                           | |
| 2024年9月16日、20日         | GOOD BYE APRIL“Billboard Live Tour 2024” with special guest 土岐麻子＆ヒグチアイ | - 2024年9月16日 Billboard Live OSAKA - 2024年9月20日 Billboard Live YOKOHAMA                         | ゲスト：土岐麻子、ヒグチアイ                                                                                                  |
| 2025年1月25日、2月1日、11日 | GOOD BYE APRIL ONEMAN TOUR 2025 -HEART PORTRAIT-                                 | - 2025年1月25日 愛知県 HeartLand - 2025年2月1日 大阪府 Music Club JANUS - 2025年2月11日 東京都 WWW X | 愛知公演にははらかなこ、大阪公演には藤田淳之介（TRI4TH）、東京公演には前述の2名に加え、湯浅佳代子と織田祐亮（TRI4TH）が参加。 |

## 提供曲
- 寺嶋由芙「初恋のシルエット」MV - GOOD BYE APRILが作詞・作曲・演奏を担当[130]。

## 出演

### ラジオ
- GOOD BYE APRIL 倉品翔のSlow Roll Time（2025年 - 、FM FUJI）[注 1]